# A helység kalapácsa
A helység kalapácsa Petőfi Sándor 1844 októberében (okt.27) írt vígeposza. Komikus eposz, egyben stílusparódia.

## Történet
|  | Alább a cselekmény részletei következnek! |

1. ének: A templomban fölébred egy ember, aki azt veszi észre, hogy be van zárva az ajtó és ő bennragadt. Úgy dönt, hogy felmegy a toronyba és a harang kötelén ereszkedik le.
2. ének: Az elbeszélés helyszíne a kocsmába helyeződik át, ahol megismerjük a többi főbb szereplőt. Nagy mulatozás kezdődik. A kántoron látszik, hogy érez valamit a csapos, Szemérmetes Erzsók asszony iránt, de fél odamenni hozzá. Harangláb elkezdi bátorítani és rábírja, hogy vallja be az érzelmeit a nőnek.
3. ének: Megtudjuk, hogy a fogoly időközben kijutott a templomból és elindult a kocsmába szerelméhez, Erzsók asszonyhoz. A kocsmába belépve Bagarja köszönti, így kiderül, hogy a fogoly valójában Fejenagy, a helyi kovács volt. Fejenagy vissza se köszön, annyira eltölti a düh, amikor meglátja, hogy a kántor Erzsóknak udvarol. A kovács elkezdi ütlegelni a kántort, de az megálljra inti. Elmondja, hogy Harangláb javasolta neki, hogy zárják be Fejenagyot a templomba, mert tudta, hogy csak így udvarolhat Erzsók asszonynak. Harangláb beismeri tettét, előbb csak szópárbajt, majd verekedést kezd Fejenaggyal. Csepü Palkó is besegít Fejenagy oldalán (ugyanis kiderül, hogy kovácsmesterséget tanult nála, bár csak két hétig, mert rájött, hogy ez a munka nem neki való). Végül a kocsmában lévő többi férfi is egymásnak esik, mire a nők és Bagarja kivonulnak a csapszékből.
4. ének: Bagarja elrohan felébreszteni a bírót, mert kizárólag ő tud rendet teremteni a kocsmában. A kisbíró is velük tart, először a kántor feleségéhez, Mártához igyekeznek. Elbeszélik a történéseket, így már négyen mennek a kocsmába. A bíró hazaparancsolja az embereket, Márta pedig dühösen hazacipeli férjét. Harangláb dorgálásban részesül, Fejenagyot viszont a harc okozójaként kalodába csukatják.
|  | Itt a vége a cselekmény részletezésének! |

## Szereplők
- Fejenagy, a helyi kovács, azaz „a helység kalapácsa” (Szélestenyerű Fejenagy)
- Erzsók asszony, a „szemérmetes” kocsmatulajdonos
- a helybeli „lágyszívű” kántor (neve ismeretlen)
- Bagarja úr, a csizmakészítő, a „béke barátja”
- Harangláb, a „fondor lelkületű egyházfi”
- vitéz Csepü Palkó, az istállósfiú, azaz „a tiszteletes két pej csikajának jókedvű abrakolója”
- Márta, a kántor „amazontermészetü” felesége
- kevés szavu bíró
- hívatalában pontos kis-bíró
- parasztok, hangászkar és egyéb mellékszereplők

## Az első megjelenés
Petőfi Sándornak első nyomtatásban, Geibel könyvárus kiadásában megjelent könyve A helység kalapácsa volt, mely 1844. október utolsó hetében került ki 68 lapon. A kiadó a költeményt – akkori értékben – 40 forintért vette meg Petőfitől. A cím- és hátlap képeinek eredetijét – Orlai Petrich Soma állítása szerint – Petőfi maga rajzolta.
A hátlap a szerelmi vallomás jelenetét ábrázolja. A „lágyszivü” kántor éppen szerelmet vall a „szemérmetes” Erzsóknak, midőn belép a szélestenyerű Fejenagy, a helység kalapácsa. A boglyakemence tetején ül a háromtagú zenekar, a háttérben javában folyik a tánc. A címlapon a kocsmai harc végét látjuk. Az előtérben az „amazon természetű” Márta, kezében seprővel, hajánál fogva hurcolja el a férjét, a kántort. Jobbról a bezúzott boglyakemence, felfordult asztal, törött palack, a háttérben dulakodó parasztok.

## Feldolgozások
- A helység kalapácsa (1965, tévéfilm). Rendezte: Zsurzs Éva. Szereplők: Bessenyei Ferenc, Gábor Miklós, Major Tamás, Garas Dezső, Mészáros Ági, Gobbi Hilda.
- A helység kalapácsa (2023, tévéfilm). Rendezte: Dombrovszky Linda. Szereplők: Pindroch Csaba, Zayzon Zsolt, Györgyi Anna, Ember Márk, Gubás Gabi, Szervét Tibor, Cserna Antal, Hunyadkürty István, Tamási Zoltán.